# دیمین بونارد
دیمین بونارد (انگلیسی: Damien Bonnard؛ زادهٔ ۲۲ ژوئیهٔ ۱۹۷۸) بازیگر اهل فرانسه است. وی از سال ۲۰۰۹ میلادی تاکنون مشغول فعالیت بوده‌است.
از فیلم‌ها یا برنامه‌های تلویزیونی که وی در آن نقش داشته‌است می‌توان به دانکرک، براساس یک داستان واقعی، افسر و جاسوس، تماس گرگ، بینوایان، و فقط حیوانات اشاره کرد.